# Okres Szarvas
Okres Szarvas (maďarsky Szarvasi járás) je okres v Maďarsku v župě Békés. Jeho správním centrem je město Szarvas.
Od roku 2013 má okres jen dvě města a čtyři vesnice.

## Sídla
Města
- Kondoros
- Szarvas

Obce
- Békésszentandrás
- Csabacsűd
- Kardos
- Örménykút